# Club Balonmano Huesca
Il Club Balonmano Huesca è una squadra di pallamano spagnola avente sede a Huesca.

È stata fondata nel 1956.

Disputa le proprie gare interne presso il Palacio Municipal de Deportes di Huesca il quale ha una capienza di 5.500 spettatori.